# هرگز به خوبی من نخواهی بود
«هرگز به خوبی من نخواهی بود» (به انگلیسی: U Can't Touch This) ترانه‌ای از اِم‌سی هَمِر و یکی از قطعه‌های آلبوم همر لطفاً بهش آسیب نزن است که در سال ۱۹۹۰ منتشر شد. این ترانه که در قالب سومین تک‌آهنگ آن آلبوم منتشر شد آهنگ امضای هَمِر به شمار می‌آید.
«هرگز به خوبی من نخواهی بود» در سی و سومین مراسم جایزه گرمی (۱۹۹۱) در سه رشتهٔ بهترین ضبط سال، بهترین ترانهٔ آراندبی و بهترین اجرای انفرادی رپ نامزد دریافت گرَمی بود که دو جایزهٔ آخر را از آن خود کرد. این اولین آهنگ رپ تاریخ بود که نامزد «جایزهٔ گرمی بهترین ضبط سال» می‌شد. ابن ترانه در مراسم جوایز اِم‌تی‌وی ۱۹۹۰ برندهٔ جایزهٔ بهترین ویدئوی رپ و بهترین ویدئوی رقص شد.
«هرگز به خوبی من نخواهی بود» در زمان انتشارش شماره ۱ «جدول پُرفروش‌ترین ترانه/تک‌آهنگ‌های آراَندبی و هیپ‌هاپ آمریکا» شد و در چندین کشور دیگر به رده‌های بالای چارت‌های موسیقی رسید.

## موقعیت در جدول‌های فروش موسیقی
| چارت (۱۹۹۰)                                                | بالاترین جایگاه |
| ---------------------------------------------------------- | --------------- |
| استرالیا (ای‌آرآی‌ای)                                        | ۱               |
| اتریش (او۳ تاپ ۴۰ اتریش)                                   | ۵               |
| بلژیک (اولتراتاپ ۵۰ فلاندرز)                               | ۱               |
| تک‌آهنگ‌های برتر کانادا (آرپی‌ام)                             | ۸               |
| دنس/اربان کانادا (آرپی‌ام)                                  | ۱               |
| دانمارک (آی‌اف‌پی‌آی)                                         | ۳               |
| اروپا (یوروچارت هات ۱۰۰)                                   | ۱               |
| فنلاند (آفیشال فینیش چارتس)                                | ۲               |
| فرانسه (اس‌ان‌ئی‌پی)                                          | ۱۷              |
| آلمان (جدول‌های رسمی آلمان)                                 | ۲               |
| ایرلند (ایرما)                                             | ۳               |
| هلند (۴۰ آهنگ برتر)                                        | ۱               |
| هلند (۱۰۰ تک‌آهنگ برتر)                                     | ۱               |
| نیوزیلند (ریکوردد میوزیک ان‌زد)                             | ۱               |
| نروژ (وی‌جی-لیستا)                                          | ۶               |
| اسپانیا (AFYVE)                                            | ۲               |
| سوئد (فهرست برترین‌های سوئد)                                | ۱               |
| سوئیس (شوایزر هیت‌پاراد)                                    | ۲               |
| تک‌آهنگ‌های بریتانیا (اوسی‌سی)                                | ۳               |
| ایالات متحدهٔ آمریکا بیلبورد هات ۱۰۰                        | ۸               |
| ایالات متحدهٔ آمریکا ترانه‌های داغ آراندبی/هیپ-هاپ (بیلبورد) | ۱               |
| ایالات متحدهٔ آمریکا ترانه‌های دنس کلاب (بیلبورد)            | ۶               |
| ایالات متحدهٔ آمریکا ترانه‌های دنس/الکترونیک (بیلبورد)       | ۲               |
| ایالات متحدهٔ آمریکا ترانه‌های داغ رپ (بیلبورد)              | ۲               |
| ایالات متحده تک‌آهنگ‌های کش باکس تاپ ۱۰۰                     | ۴               |

| چارت (۱۹۹۰)                        | جایگاه |
| ---------------------------------- | ------ |
| ای‌آرآی‌ای استرالیا                  | ۲      |
| او۳تاپ۴۰ اتریش                     | ۲۹     |
| اولترا تاپ ۵۰ بلژیک (فلاندرز)      | ۶      |
| تک‌آهنگ‌های برتر مجلهٔ آرپی‌اِم کانادا  | ۷۰     |
| چارت دنس/اربن مجلهٔ آرپی‌اِم کانادا   | ۴      |
| یوروچارت هات ۱۰۰ اروپا             | ۸      |
| چارت رسمی تک‌آهنگ‌های آلمان          | ۱۷     |
| ۴۰تای برتر هلند                    | ۶      |
| ۱۰۰ تک‌آهنگ برتر هلند               | ۴      |
| نیوزیلند (جدول تک‌آهنگ‌های نیوزیلند) | ۱      |
| جدول موسیقی سوئیس                  | ۱۵     |
| آفیشال چارتس بریتانیا              | ۱۵     |
| بیلبورد هات ۱۰۰ ایالات متحده       | ۵۵     |
| تاپ ۱۰۰ مجلهٔ کش‌باکس ایالات متحده   | ۳۹     |

| چارت (۱۹۹۰–۱۹۹۹)          | [جایگاه |
| ------------------------- | ------- |
| کانادا (نیلسن ساوند اسکن) | ۶۵      |